# Darman et Kudelin

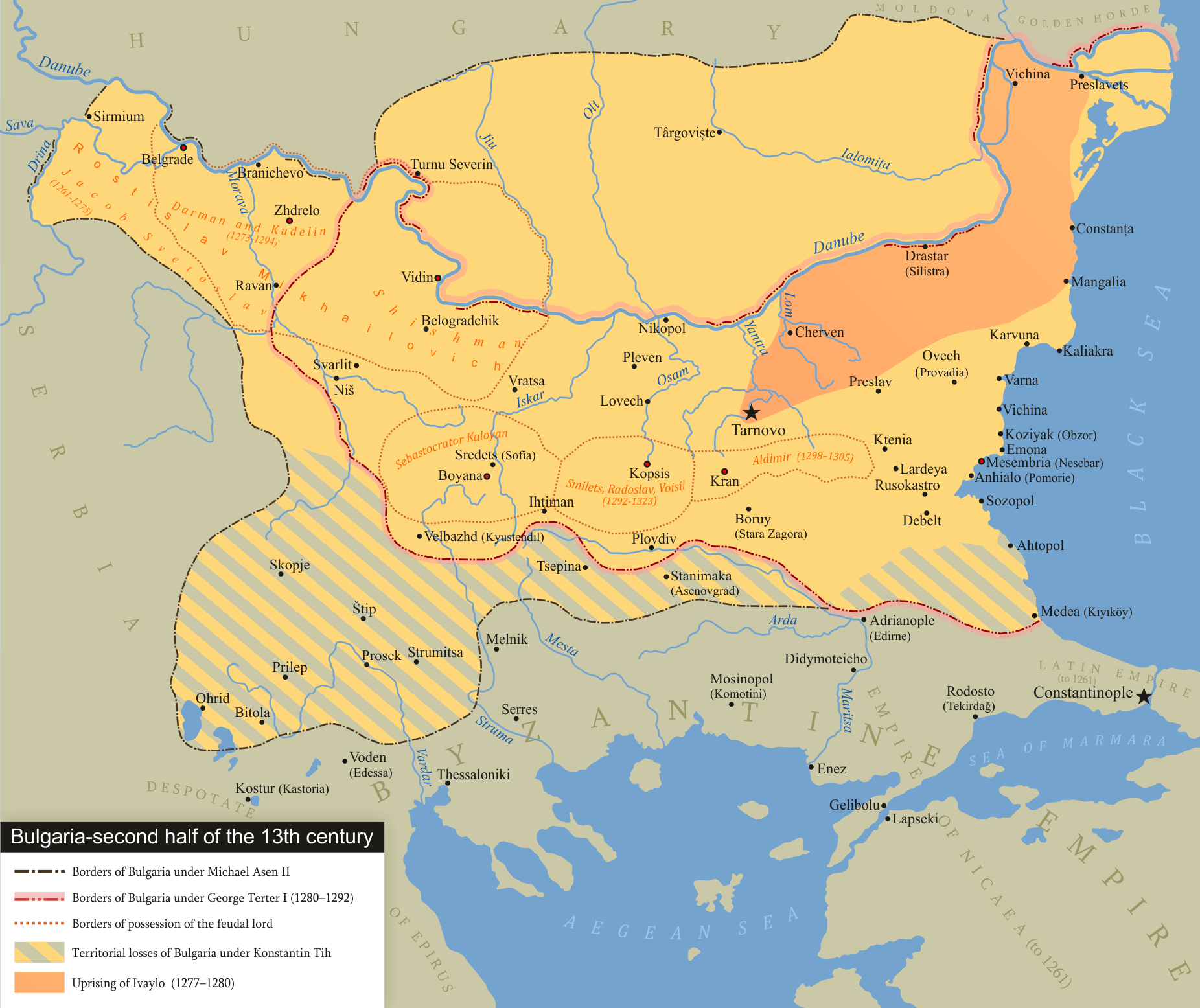
L'Empire bulgare à la fin du XIIIe siècle.

Darman et Kudelin (en bulgare : Дърман и Куделин ; fl. 1273–1291) furent deux boyards bulgares de la fin du XIIIe siècle qui gouvernèrent conjointement et de manière indépendante ou semi-indépendante la région de Braničevo, en actuelle Serbie.

## Biographie
Leurs origines sont inconnues. Selon certains historiens comme István Vásáry et Alexandru Madgearu, les frères Darman et Kudelin étaient des chefs coumans, issus probablement de ces Kiptchaks qui, fuyant les Mongols de Batu Khan dans les années 1230/1240, avaient trouvé refuge dans le royaume hongrois ainsi que dans l'Empire bulgare où ils se mettront notamment au service du tsar Ivan Assen II.
La mort en 1241 du tsar Ivan Assen II avait déclenché en Bulgarie une période de forte instabilité politique. Menacé par les Mongols au nord et par l'Empire byzantin au sud, les successeurs d'Ivan Asen II perdent rapidement le contrôle de certaines zones frontalières de leur empire. En 1273, Darman et Kudelin qui gouvernaient la région de Braničevo se rendent indépendants du tsar Konstantin Ier Tikh Asen.
Au début des années 1280, les deux frères battent les troupes du roi Ladislas IV de Hongrie qui cherchaient à étendre les limites de son royaume. Ce dernier sollicite alors l'aide du roi serbe Stefan Dragutin qui sera battu. En réaction, Darman et Kudelin lancent une contre-offensive et dévastent en compagnie de troupes mongoles, la Serbie (notamment la Mačva) et le sud de la Hongrie. Mais en 1291, ils sont vaincus par les Serbes dirigés conjointement par Stefan Dragutin et son frère Stefan Milutin. Les deux boyards se seraient alors retirés au-delà du Danube et auraient trouvé refuge auprès du chef mongol Nogaï.
Darman et Kudelin étaient probablement liés au despote Shishman de Vidin qui lancera lui aussi en 1292, une attaque contre la Serbie en compagnie de cavaliers mongols.